# Claudine Vita
Claudine Vita (ur. 19 września 1996 we Frankfurcie nad Odrą) – niemiecka lekkoatletka angolskiego pochodzenia, specjalistka od pchnięcia kulą i rzutu dyskiem.
W 2013 została wicemistrzynią świata juniorów młodszych w rzucie dyskiem. Złota i srebrna medalistka mistrzostw Europy juniorów (2015). Młodzieżowa mistrzyni Europy w rzucie dyskiem (2017). W 2019 zdobyła srebro uniwersjady. W 2021 zajęła 9. miejsce podczas igrzysk olimpijskich w Tokio. Rok później była piąta na światowym czempionacie w Eugene oraz zdobyła brązowy medal mistrzostw Europy w Monachium.
Rekord życiowy: rzut dyskiem (stadion) – 66,64 (1 maja 2019, Neubrandenburg); rzut dyskiem (hala) – 62,19 (1 lutego 2019, Berlin); pchnięcie kulą (stadion) – 17,90 (6 lipca 2016, Neubrandenburg); pchnięcie kulą (hala) – 18,09 (3 marca 2017, Belgrad).

## Osiągnięcia
| Rok  | Impreza                                 | Miejsce    | Konkurencja    | Lokata            | Wynik |
| ---- | --------------------------------------- | ---------- | -------------- | ----------------- | ----- |
| 2013 | Mistrzostwa świata juniorów młodszych   | Donieck    | rzut dyskiem   | 2. miejsce        | 52,59 |
| 2014 | Mistrzostwa świata juniorów             | Eugene     | rzut dyskiem   | 5. miejsce        | 55,58 |
| 2015 | Mistrzostwa Europy juniorów             | Eskilstuna | pchnięcie kulą | 2. miejsce        | 17,13 |
| 2015 | Mistrzostwa Europy juniorów             | Eskilstuna | rzut dyskiem   | 1. miejsce        | 57,47 |
| 2017 | Halowe mistrzostwa Europy               | Belgrad    | pchnięcie kulą | 5. miejsce        | 18,09 |
| 2017 | Puchar Europy w rzutach                 | Las Palmas | rzut dyskiem   | 1. miejsce (U-23) | 58,76 |
| 2017 | Młodzieżowe mistrzostwa Europy          | Bydgoszcz  | pchnięcie kulą | 5. miejsce        | 17,33 |
| 2017 | Młodzieżowe mistrzostwa Europy          | Bydgoszcz  | rzut dyskiem   | 1. miejsce        | 61,79 |
| 2018 | Mistrzostwa Europy                      | Berlin     | rzut dyskiem   | 4. miejsce        | 61,25 |
| 2019 | Uniwersjada                             | Neapol     | rzut dyskiem   | 2. miejsce        | 61,52 |
| 2019 | Superliga drużynowych mistrzostw Europy | Bydgoszcz  | rzut dyskiem   | 1. miejsce        | 61,09 |
| 2019 | Mistrzostwa świata                      | Doha       | rzut dyskiem   | 9. miejsce        | 60,77 |
| 2021 | Igrzyska olimpijskie                    | Tokio      | rzut dyskiem   | 9. miejsce        | 61,80 |
| 2022 | Mistrzostwa świata                      | Eugene     | rzut dyskiem   | 5. miejsce        | 64,24 |
| 2022 | Mistrzostwa Europy                      | Monachium  | rzut dyskiem   | 3. miejsce        | 65,20 |
| 2023 | Mistrzostwa świata                      | Budapeszt  | rzut dyskiem   | 10. miejsce       | 63,19 |
| 2024 | Mistrzostwa Europy                      | Rzym       | rzut dyskiem   | 5. miejsce        | 62,65 |
| 2024 | Igrzyska olimpijskie                    | Paryż      | rzut dyskiem   | 6. miejsce        | 63,62 |